# Eichibach
Der Eichibach – im Oberlauf Moosbach – ist ein rund 6,5 Kilometer langer Bach und rechter Zufluss der Alten Aare, der einen Abschnitt des westlichen Bucheggbergs im Kanton Solothurn und ein Gebiet des Berner Mittellandes entwässert.

## Geographie

### Verlauf
Die Quelle des Eichibachs liegt am Südrand des Eichwalds an der Grenze zwischen den Berner Gemeinden Oberwil bei Büren und Büren an der Aare. Er fliesst in einem kleinen Tal zuerst einen Kilometer weit gegen Westen und wird von der Hauptstrasse 252 überquert, die von Pieterlen, der Autobahn A5 und Büren an der Aare nach Münchenbuchsee führt. Der Bach fliesst durch das Gebiet Moos, weshalb er dort Moosbach genannt wird, und  erreicht die Grenze zum Kanton Solothurn, die im Feld neben dem Bach von zwei historischen Grenzsteinen aus dem Jahr 1764 markiert ist.
Der Bach befindet sich nur einen Kilometer weit auf dem Gebiet des Kantons Solothurn und wird von diesem Abschnitt an Eichibach genannt. Auf der solothurnischen Teilstrecke nimmt er von links den Mülibach auf, der auch als sein zweiter Quellbach angesehen werden kann. Dieser entspringt südlich von Biezwil im Landwirtschaftsgebiet Grundacker, erreicht nach kurzem Lauf das Gebiet der Gemeinde Schnottwil, wo er in der Flur «Schluch» eingedolt ist, und fliesst in einem Tälchen gegen Westen. Er wird auch «Sagibach» genannt, weil er die Sägemühle von Schnottwil passiert, und heisst dann Mülibach und passiert in Schnottwil eine Ölmühle und die Alte Mühle am Mühleweg. Westlich von Schnottwil mündet er in den Eichibach.
Im Eichiwald überquert der Eichibach erneut die Kantonsgrenze. Der Grenzstein Nr. 118A steht direkt im Bachbett.
Etwas mehr als einen Kilometer fliesst der Bach durch das flache Flurgebiet von Diessbach bei Büren mit dem Wohngebiet «Eichi». Westlich davon erreicht er das Gebiet von Dotzigen. Er fliesst durch die «Mülimatte», wo aus ihm der alte, heute noch sichtbare Mühlekanal abgeleitet ist. Der Bach wird von der Hauptstrasse 22 überquert und fliesst dann an der historischen Mühle von Dotzigen vorbei. Im Dorf ist der Bach wiederum kanalisiert. Er fliesst unter der Bahnstrecke Solothurn–Lyss hindurch und folgt zuletzt in nordöstlicher Richtung 700 Meter weit dem Damm dieser Linie, bis er in die Alte Aare mündet. Kurz vor der Mündung führt er am Gletscherfindling Pegelstein vorbei.
Bis zur Juragewässerkorrektion mündete der Eichibach schon am Dorfrand von Dotzigen in die Aare, die in der Ebene eine weite Auenlandschaft durchquerte. Seit der Ableitung des Flusses in den Bielersee führt die Alte Aare nur noch wenig Wasser, und bei Dotzigen fiel das «Dotzigengrien» trocken. Über dieses Auengebiet fliesst der Eichibach nun etwa einen halben Kilometer weiter als früher, bis er das Restwasser in der Alten Aare erreicht.

### Einzugsgebiet
Das Einzugsgebiet des Eichibachs ist 17,72 km² gross und besteht zu 25,6 % aus Bestockter Fläche, zu 64,2 % aus Landwirtschaftsfläche, zu 10,2 % aus Siedlungsfläche und zu 0,1 % aus unproduktiven Flächen.
Die Flächenverteilung
Die mittlere Höhe des Einzugsgebietes beträgt 491,5 m ü. M.

### Zuflüsse
Direkte und indirekte Zuflüsse vom Ursprung zur Mündung
- Moosbach (rechter Quellbach), 2,0 km, 2,39 km²
- Loggisloobächli (linker Quellbach), 1,0 km, 0,91 km²
  - Hubelgraben (links), 0,5 km
- Rütibach (links), 0,6 km[7]
- Mülibach (links), 3,3 km, 5,22 km², 90 l/s
  - Sagibach (Schorenbach[8]) (linker Quellbach), 2,0 km[7]
  - Dorfbach (rechter Quellbach), 0,5 km[7]
  - Häisibach (links), 0,5 km
  - Allmendbach (rechts), 1,4 km, 2,41 km²
- Wartbach (Salzmattenbächli) (links), 1,0 km
- Zälglibach (links), 0,6 km[7]
- Mülibach (links), 2,4 km, 1,31 km²
  - Talbach (links), 0,4 km
- Fulebach (Hennegrabe[8]) (links), 1,4 km[7]

## Hydrologie
Bei der Mündung des Eichibachs in die Alte Aare beträgt seine modellierte mittlere Abflussmenge (MQ) 290 l/s. Sein Abflussregimetyp ist pluvial inférieur und seine Abflussvariabilität beträgt 25.

## Natur und Umwelt
Der Mündungsbereich des Eichibachs liegt im Amphibienlaichgebiet «Grien nordwestlich Dotzigen», das im Bundesinventar der Amphibienlaichgebiete von nationaler Bedeutung aufgeführt und beschrieben ist, sowie im Areal «Alte Aare: Lyss-Dotzigen» des Bundesinventars der Auengebiete von nationaler Bedeutung und auch im Landschaftsschutzgebiet «Alte Aare – Alte Zihl», das im Bundesinventar der Landschaften und Naturdenkmäler von nationaler Bedeutung (BLN) verzeichnet ist.